# Polypedilum ciliatum
Polypedilum ciliatum är en tvåvingeart som beskrevs av Jean-Jacques Kieffer 1922. Polypedilum ciliatum ingår i släktet Polypedilum och familjen fjädermyggor.
Artens utbredningsområde är Taiwan. Inga underarter finns listade i Catalogue of Life.